# 安哈特的阿格尼絲·海德薇希
安哈特的阿格尼絲·海德薇希（德語：Agnes Hedwig von Anhalt，1573年3月12日—1616年11月3日），薩克森選侯夫人，安哈特親王約阿希姆·恩斯特的女兒。

## 家庭
1586年1月，阿格尼絲·海德薇希與薩克森選侯奧古斯特結婚。奧古斯特於同年2月去世，兩人沒有子女。
1588年，阿格尼絲·海德薇希與什勒斯維希-霍爾斯坦-森訥堡公爵年輕者漢斯結婚，兩人共有2子3女：
1. 艾蕾諾拉（1590年－1669年）
2. 安娜·薩比娜（1593年－1659年）
3. 漢斯·格奧爾格（1594年－1613年），早逝
4. 約阿希姆·恩斯特（英语：Joachim Ernest, Duke of Schleswig-Holstein-Sonderburg-Plön）（1595年－1671年）
5. 艾蕾諾拉·索菲（1603年－1675年）